# Beclean (Brașov)
Beclean é uma comuna romena localizada no distrito de Brașov, na região histórica da Transilvânia. A comuna possui uma área de 67.09 km² e sua população era de 1642 habitantes segundo o censo de 2007.